# Cissus apendiculata
Cissus apendiculata é uma espécie do gênero Cissus.

## Taxonomia
A espécie foi descrita em 1996 por Julio Antonio Lombardi.

## Forma de vida
É uma espécie terrícola e trepadeira.

## Descrição
| Caule                                        | Caule                                                                 |
| -------------------------------------------- | --------------------------------------------------------------------- |
| Forma e superfície                           | cilíndrico                                                            |
| Indumento dos ramos vegetativo e reprodutivo | com tricoma não ramificado e não glandular/tricoma glandular presente |
| Gavinha                                      | dividida em padrão dicotômico muitas vezes/com escama                 |
| Folha                                        |                                                                       |
| Padrão                                       | trifoliada                                                            |
| Pecíolo                                      | canaliculado peciólulo canaliculado                                   |
| Divisão do limbo                             | inteiro                                                               |
| Forma da lâmina                              | fusiforme/rômbica/sub elíptica                                        |
| Base da lâmina                               | atenuada/cuneada                                                      |
| Ápice da lâmina                              | acuminado/agudo/caudado                                               |
| Inflorescência                               |                                                                       |
| Tipo                                         | umbeliforme                                                           |
| Indumento do pedúnculo                       | híspido                                                               |
| Flor                                         |                                                                       |
| Indumento do pedicelo                        | híspido                                                               |
| Forma do botão-floral                        | cônico                                                                |
| Corola                                       | verde - amarelado                                                     |
| Disco nectarífero                            | côncavo                                                               |
| Fruto                                        |                                                                       |
| Tipo                                         | baga                                                                  |
| Forma                                        | turbinada                                                             |
| Semente                                      |                                                                       |
| Forma                                        | sub turbinada                                                         |
| Lateralmente                                 | achatada/lateral rugosa                                               |

## Distribuição
A espécie é encontrada nos estados brasileiros de Maranhão, Pará e Tocantins. Em termos ecológicos, é encontrada nos  domínios fitogeográficos de Floresta Amazônica e Cerrado, em regiões com vegetação de campos rupestres, cerrado e floresta estacional semidecidual.